# Эндрюс, Бенедикт
Бенедикт Эндрюс (англ. Benedict Andrews) — австралийский режиссер театра и кино. Наиболее известный по фильму «Уна» 2016 года, основанном на скандальной пьесе «Чёрный дрозд» («Blackbird», 2005) Дэвида Харроуэра.

## Биография
Бенедикт Эндрюс родился и вырос в австралийском городе Аделаида, штат Южная Австралия. Вместе со своей девушкой хореографом проживает в исландском городе Рейкьявик.

## Театр
Бенедикт Эндрюс — один из самых известных австралийских театральных режиссеров, который успешно занимается постановками театральных спектаклей в Австралии и Европе. Сам режиссер прославился в театральном мировом искусстве своим неординарным подходом к классическим пьесам Уильяма Шекспира, Антона Чехова, Жана Жене, Теннесси Уильямса.
В театральных постановках Эндрюса принимали участие такие знаменитые актёры, как: Кейт Бланшетт, Изабель Юппер, Джиллиан Андерсон, Бен Фостер и другие.

## Кино
«Уна» — дебютный полнометражный фильм Бенедикта, который является адаптацией известной пьесы «Чёрный дрозд» («Blackbird») Дэвида Харроуэра. В ноябре 2014 года было анонсировано, что Руни Мара и Бен Мендельсон снимутся в фильме, съёмки которого начались 13 июня 2015 года в Великобритании. Мировая премьера картины состоялась 2 сентября 2016 года на Международном кинофестивале в Теллуриде. Также фильм был показан на Международных кинофестивалях в Торонто, Лондоне и других.
В марте 2018 года анонсированы съёмки нового фильма Эндрюса — «Опасная роль Джин Сиберг». В центре сюжета история о молодом агенте ФБР, который расследует дело американской актрисы Джин Сиберг. Главную роль в ленте сыграет Кристен Стюарт.